# Live! (album Voltaire’a)
Live! – koncertowy album amerykańskiego artysty rockowego Voltaire’a, wydany przez niego własnym sumptem we wrześniu 2006 roku.
Album stanowi zapis koncertu, jaki Voltaire dał w Austin w Teksasie i jest pierwszym albumem, na którym artyście nie towarzyszy zespół.

## Lista utworów
Utwory oznaczone gwiazdką to monologi.
1. „I am Rammstein!"*
2. „Ex-Lover's Lover” (z The Devil’s Bris)
3. „Bella Morte Girls"*
4. „Zombie Prostitute” (z Zombie Prostitute... i Ooky Spooky)
5. „Cartoon Network"*
6. „Brains” (z Boo Hoo)
7. „Lassie"*
8. „God Thinks” (z Almost Human)
9. „MySpace"*
10. „Zombie Jesus"*
11. „Goodnight Demonslayer” (z Then And Again)
12. „X-Mas"*
13. „Comin' Out for Christmas”
14. „Poopin' On the Enterprise”
15. „The USS Make Shit Up” (z Banned on Vulcan)
16. „Heath, Ohio"*
17. „The Sexy Data Tango” (z Banned on Vulcan)
18. „Yoda"*
19. „Lucas is a Noodler"*
20. „Cantina” (z Zombie Prostitute... (wersja demo) i Ooky Spooky)
21. „The Vampire Club” (z Boo Hoo)
22. „Austin, Texas"*
23. „When You're Evil” (z The Devil’s Bris)
24. „Hell in a Hand Basket” (z Ooky Spooky, w wersji na żywo również na Zombie Prostitute...)